# Pione hixoni
Pione hixoni är en svampdjursart som först beskrevs av Lendenfeld 1886.  Pione hixoni ingår i släktet Pione och familjen borrsvampar. Inga underarter finns listade i Catalogue of Life.